# Miharu Takizakura

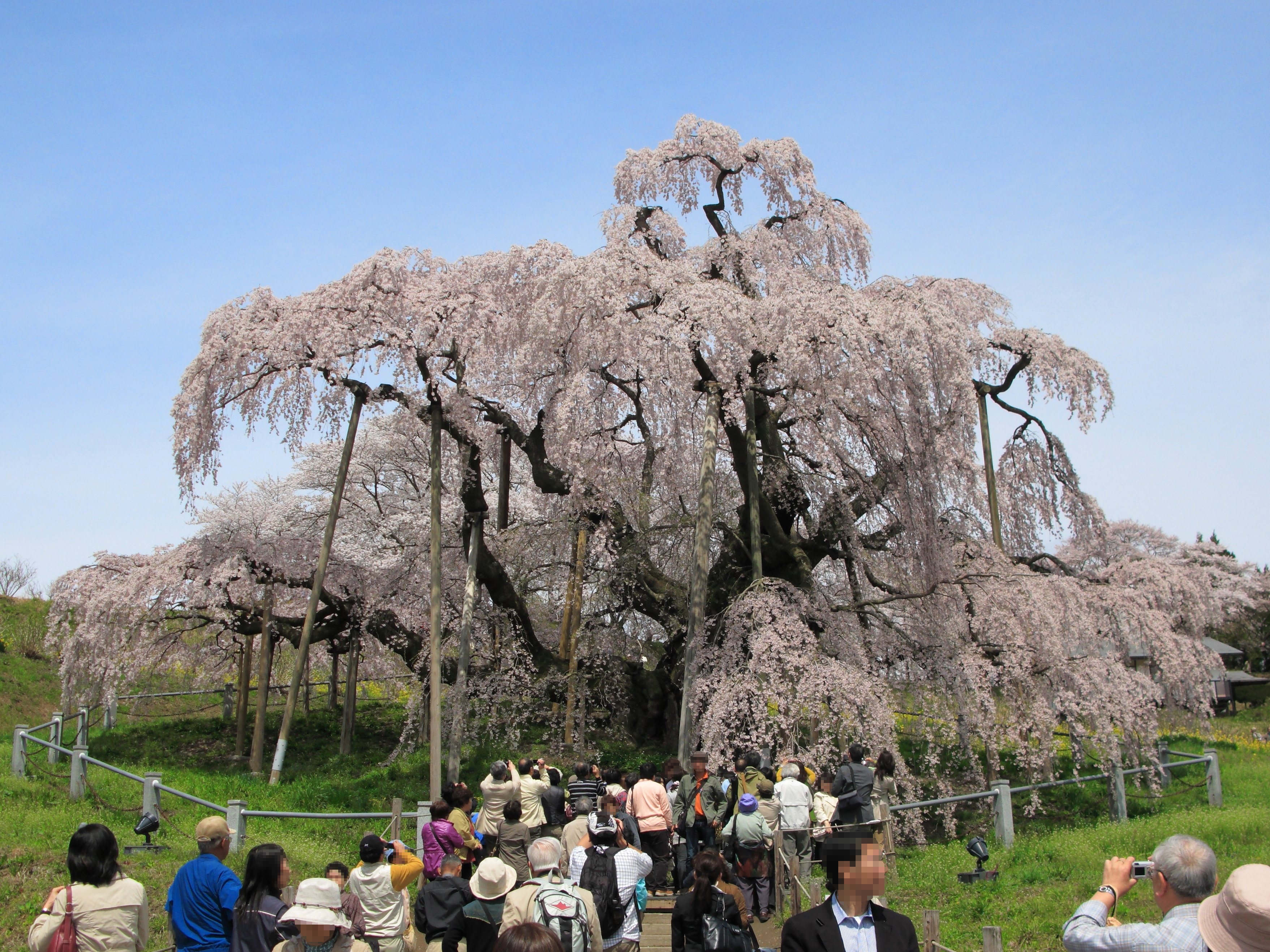
Le Miharu Takizakura (printemps 2009).

Le Miharu Takizakura (三春滝桜, litt. « cerisier cascade de Miharu ») est un cerisier de Miharu, un bourg du district de Tamura (préfecture de Fukushima), dans le Nord du Japon. Ce cerisier pleureur serait âgé de plus de mille ans.

## Description
Le Miharu Takizakura, ou, plus succinctement, Takizakura, est un cerisier pleureur enraciné dans la terre du Sud-Est du bourg de Miharu, dans le district de Tamura (partie Est de la préfecture de Fukushima), au Japon. L'arbre, qui mesure 13,5 m de hauteur, et dont la circonférence, au sol, du tronc est de 11 m, doit son nom au lieu-dit Taki, dans lequel il fleurit au mois d'avril de chaque année — « Takizakura » signifiant « cerisier de Taki ». Sa forme de cerisier pleureur s'accorde avec le nom qui le désigne, couramment traduit par « cerisier cascade »,. Le réseau racinaire du Takizakura s'étend sur environ 100 m2. L'envergure de ce ceriser, lorsqu'il est en fleurs, est de 25 m dans la direction est-ouest et de 20 m dans la direction nord-sud. Il fait partie des cinq plus grands cerisiers classés monuments naturels nationaux en 1922, et, avec l'Usuzumizakura (ja) de Motosu (préfecture de Gifu) et le Jindaizakura (ja) de Hokuto (préfecture de Yamanashi), des trois cerisiers géants du Japon, âgés de plus de mille ans,.

## Attraction touristique
Environ 300 000 personnes sont venues admirer le Miharu Takizakura en 2010, comme en 2008,. Cet afflux saisonnier de visiteurs permet au bourg de Miharu de développer une activité de tourisme, à côté de l'agriculture. Afin de remédier aux dommages causés par le blizzard de 2006, les habitants de Miharu ont conçu des supports en bois qui soutiennent les branches les plus fragiles. L'arbre millénaire a survécu au séisme de mars 2011, qui a secoué l'Est de la Région du Tōhoku,. Le Miharu Takizakura, miraculé de la catastrophe nucléaire de Fukushima, est devenu un symbole de résilience communautaire de toute une région et a retrouvé son statut d'attraction touristique, attirant des dizaines de milliers de visiteurs, même la nuit,.

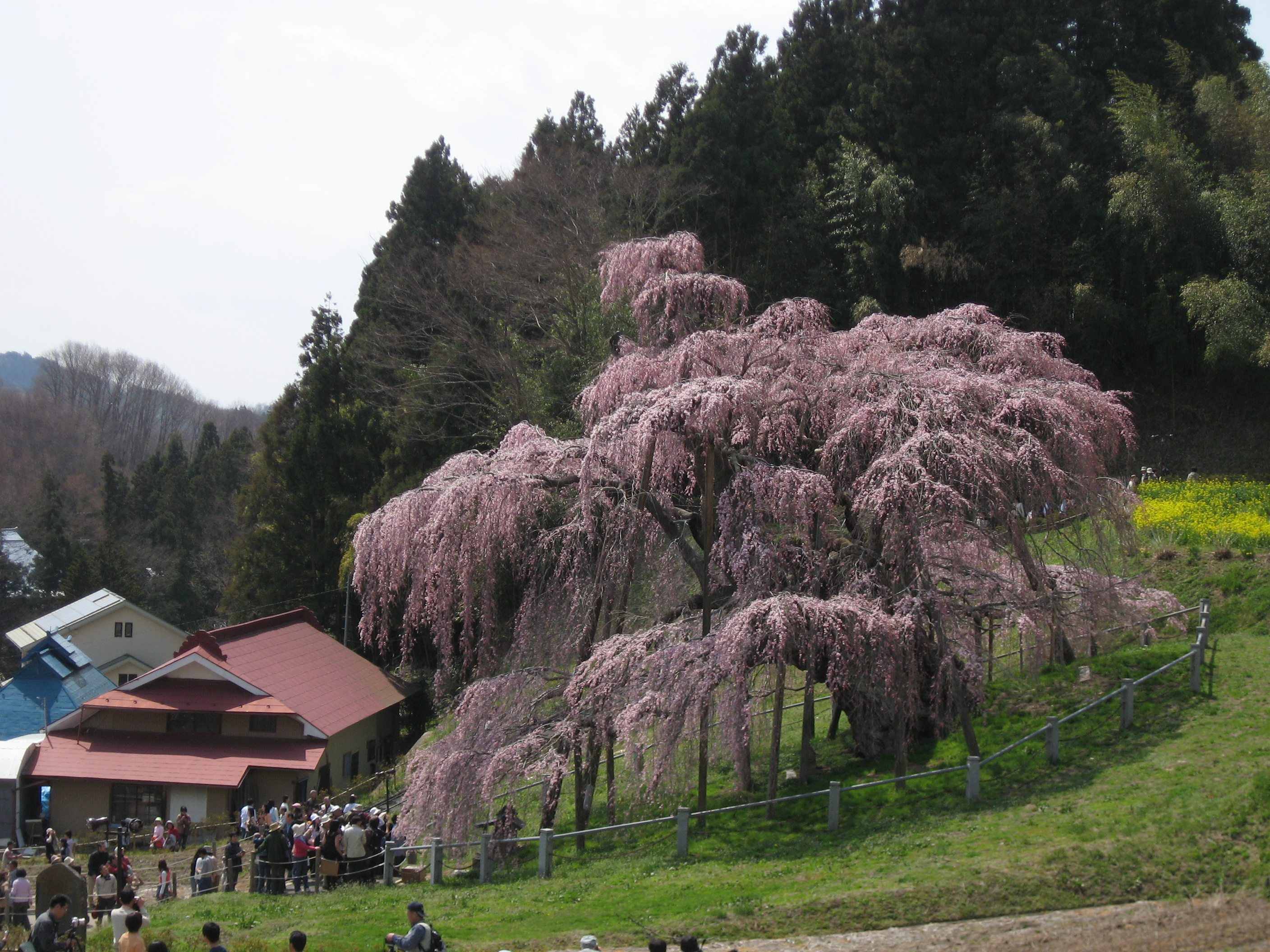
Le Miharu Takizakura (printemps 2007).
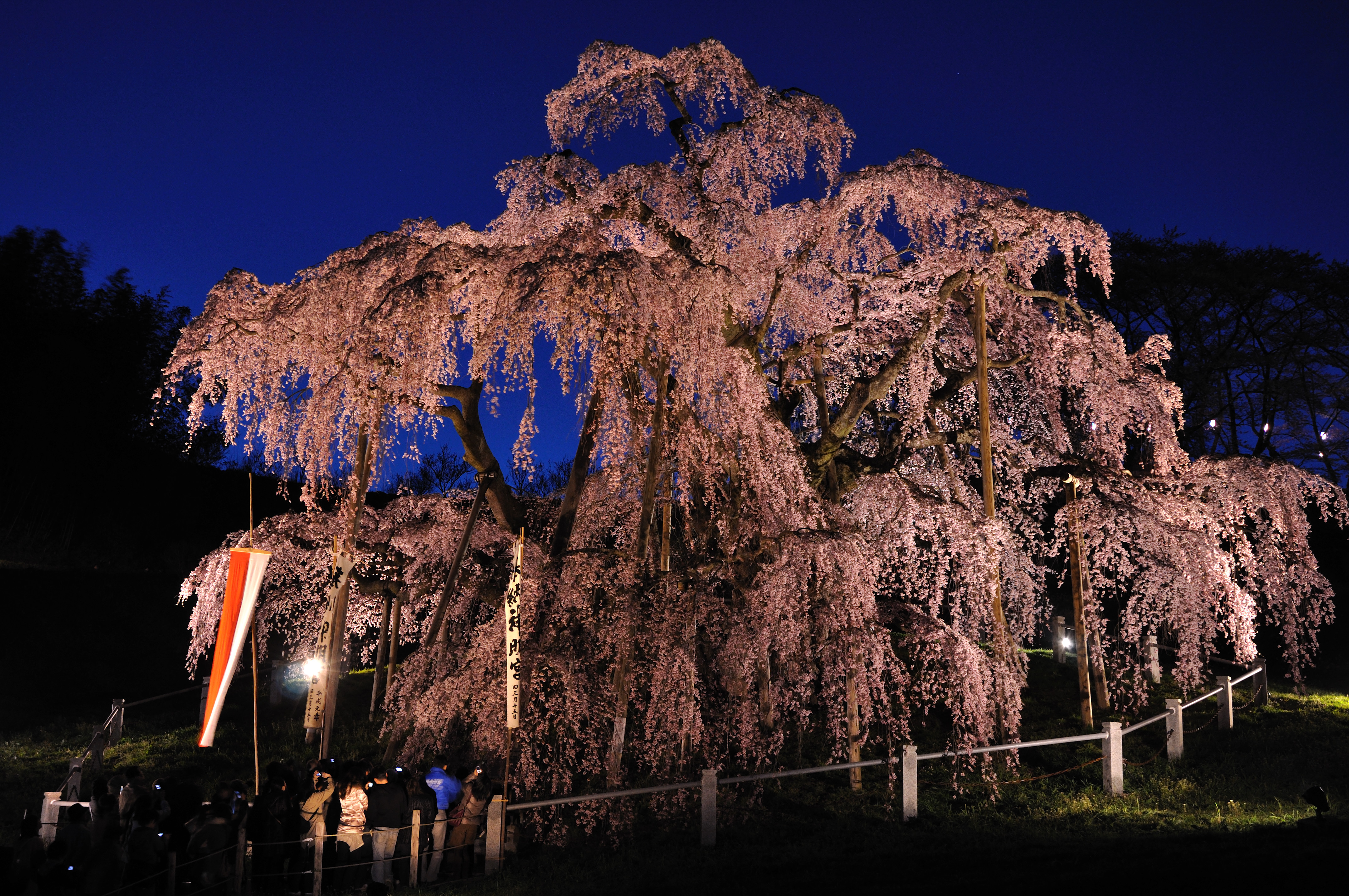
Illumination nocturne (printemps 2010).
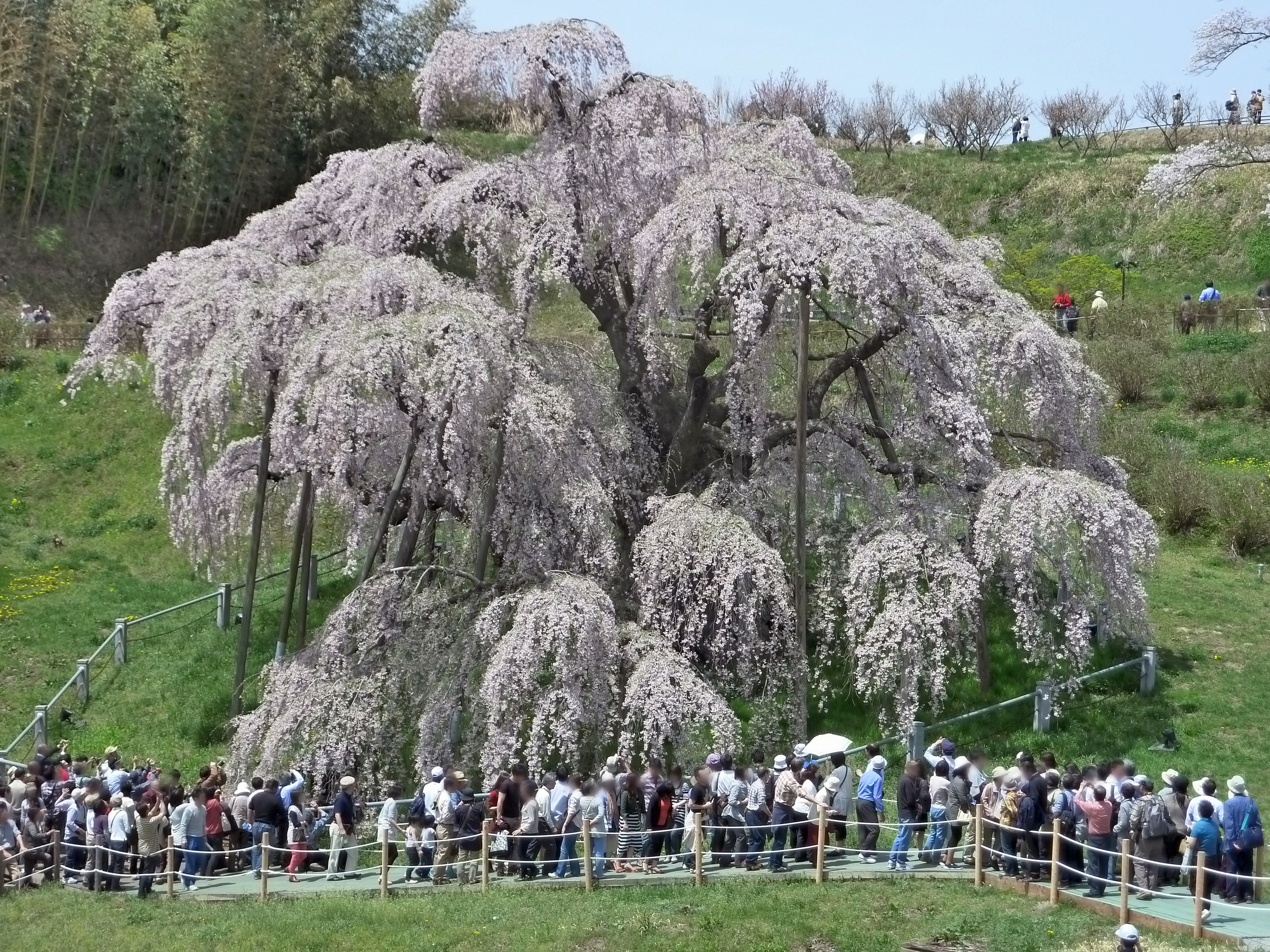
Printemps 2012.
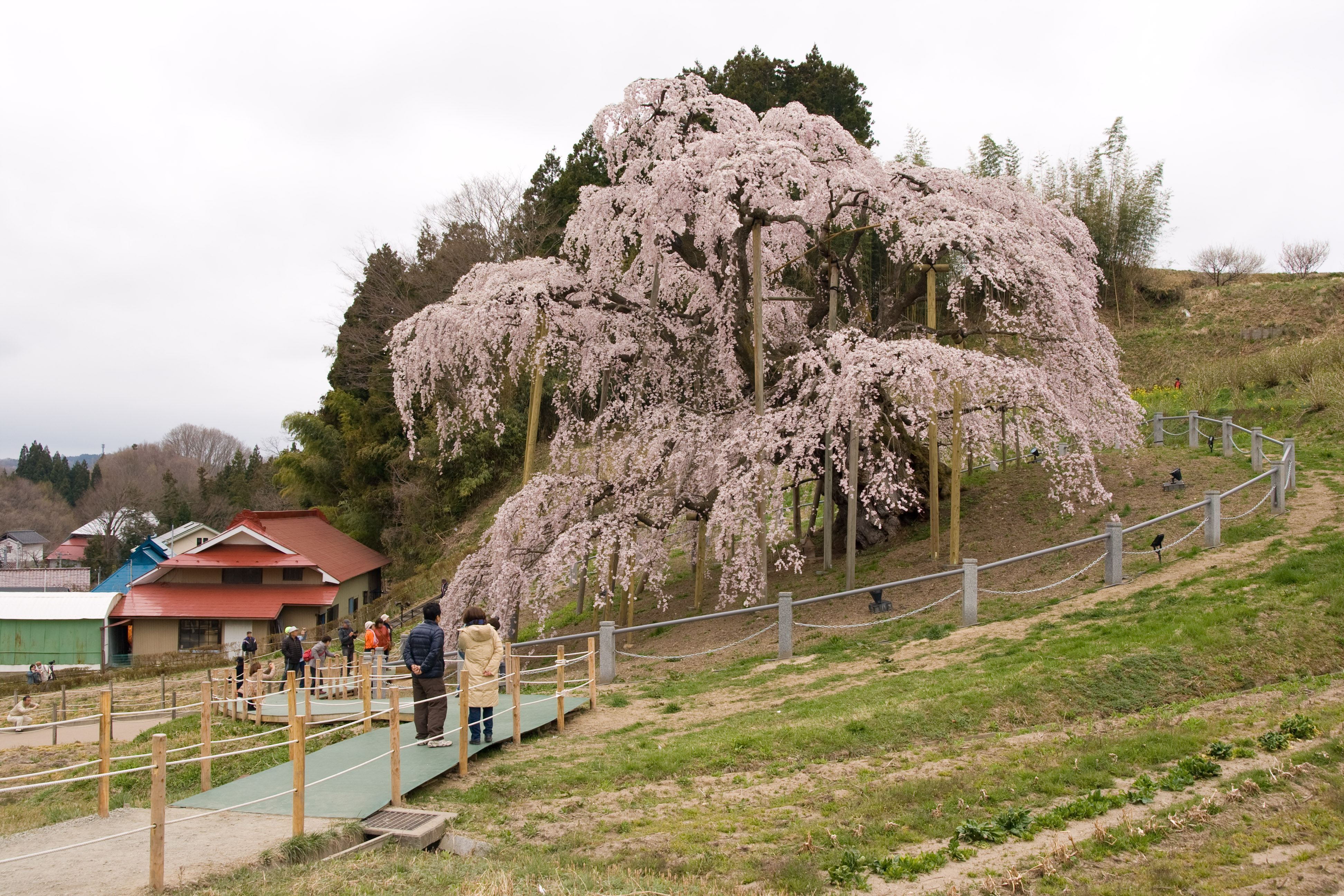
Printemps 2014.